# Heinz Stangl
Heinz Stangl (* 19. Dezember 1942 in Wien; † 10. März 2008 ebenda) war ein österreichischer Maler und Grafiker.

## Leben und Wirken
Heinz Stangl studierte von 1961 bis 1967 an der Akademie der bildenden Künste in Wien, wo unter anderem Maximilian Melcher zu seinen Lehrern zählte. Seine Karriere begann er im Umfeld der Wiener Phantasten, die dem Surrealismus nahestanden. In den Folgejahren erarbeitete er sich einen freieren, selbständigen Ausdruck, dem aufgrund der kräftigen Farben und der großflächigen Figuren besonders auf seinen Ölbildern häufig eine sinnliche Qualität bescheinigt wurde. Die teilweise grelle Erotik und die damit kontrastierenden morbiden Alltagssituationen seiner Werke nahmen bewusst in Kauf, das Publikum zu provozieren. Als Buchillustrator stattete er mehrere Werke von Wolfgang Bittner und Peter Marginter aus.
Seiner ersten Ausstellung 1963 folgten zahlreiche weitere Werkschauen in Österreich und im Ausland. 2004 beteiligte sich Stangl an der großen Ausstellung Hommage à Picasso in Wien. Er war Mitglied der Wiener Secession und dort auch jahrelang im Vorstand tätig.
Heinz Stangl wurde unter anderem mit Förderpreisen der Stadt Wien, dem Körnerpreis und dem Österreichischen Staatsstipendium ausgezeichnet.

## Publikationen
- Heinz Stangl: Heinz Stangl. Werk-Verzeichnis anläßlich einer Ausstellung in der Wiener Secession im April 1978, erstellt von Manfred Chobot, Wien 1978.
- Ekstase und Entsetzen – die magische Welt des Heinz Stangl, Kunstdokumentation des Bayerischen Fernsehens, von Jochen Kölsch, 2008.
- Helmuth A. Niederle (Hg.): Heinz Stangl – Ölbilder. Verlag Galerie Welz, Salzburg 2008.